# NGC 6557
NGC 6557 is een lensvormig sterrenstelsel in het sterrenbeeld Octant. Het hemelobject werd op 29 juni 1799 ontdekt door de Duits-Britse astronoom William Herschel.